# Fleys
Fleys är en kommun i departementet Yonne i regionen Bourgogne-Franche-Comté i norra Frankrike. Kommunen ligger i kantonen Tonnerre som tillhör arrondissementet Avallon. År 2022 hade Fleys 175 invånare.

## Befolkningsutveckling
Antalet invånare i kommunen Fleys
| Referens: INSEE |